# Creolo della Guyana
Il creolo della Guyana è una lingua creola inglese parlata in Guyana. Linguisticamente, è simile ad altri dialetti inglesi della regione dei Caraibi, basato sull'inglese del XIX secolo, e ha parole in prestito da lingue africane, indiane orientali, arawakane e olandesi precedenti.

## Varietà ed influenze
Esistono molti sotto-dialetti del creolo della Guyana in base alla posizione geografica, alla posizione urbano-rurale e alla razza degli oratori. Ad esempio, lungo il fiume Rupununi, dove la popolazione è in gran parte amerindia, esiste una forma distinta di creolo della Guyana. L'area urbana di Georgetown (capitale) ha un accento distinto, mentre a quarantacinque minuti di auto da quest'area l'accento cambia di nuovo, specialmente se si segue la costa dove si trovano i villaggi rurali.
Come con altre lingue caraibiche, le parole e le frasi sono molto elastiche e quelle nuove possono essere inventate, modificate o evolute in breve tempo. Possono anche essere utilizzati all'interno di un gruppo molto piccolo, fino a quando non vengono raccolti da una comunità più ampia. I gruppi etnici sono anche noti per alterare o includere parole del loro stesso background.

## Grammatica
È comune nel creolo della Guyana ripetere gli aggettivi e gli avverbi per enfasi . Ad esempio, "Dis wata de col col" si traduce in "Quest'acqua è molto fredda". "Come now now" si traduce in "Vieni adesso". C'è anche una tendenza tra i più vecchi a sostituire "-er" e il suono corrispondente con "-a"; per esempio, "computer" diventa "computa" e "river" diventa "riva".